# Consejería de Interior de la Generalidad de Cataluña
La Consejería de Interior (en catalán: "Conselleria d'Interior") es una de las consejerías del Gobierno de Cataluña 2021-2025. Esta consejería fue creada en 1999 cuando fueron transferidas a Cataluña las competencias en materia de seguridad pública. La actual consejera de Interior es  Núria Parlon Gil.

## Competencias
El DECRETO 21/2021, de 25 de mayo, de creación, denominación y determinación del ámbito de competencia de los departamentos de la Administración de la Generalidad de Cataluña, establece las competencias de las distintas consejerías de la Generalidad de Cataluña.
Las competencias de esta Consejería son relativas a las funciones relacionadas con la seguridad ciudadana, el tráfico, las emergencias y la protección civil. Así como, la prevención, extinción de incendios y salvamento. Es competencia de esta Consejería el control y la dirección del cuerpo de los Mozos de Escuadra. También, son competencia de esta Consejería la gestión y control de los espectáculos públicos y las actividades recreativas. Además, en la actual legislatura se ha añadido a esta Consejería las competencias en vigilancia, control y colaboración en la gestión del medio natural, y la protección y prevención integrales del medio ambiente, mediante el Cuerpo de Agentes Rurales, que se encontraban dentro de la Consejería de Acción Climática, Alimentación y Agenda Rural. Quedan adscritos a esta Consejería el Instituto de Seguridad Pública de Cataluña, el Centro de Atención y Gestión de Llamadas de Urgencia 112 y el Servicio Catalán de Tráfico.

## Consejeros
| Consejería                                           | Titular                      | Titular      | Partido | Partido | Periodo                                 | Periodo                                 | Generalitat             | Generalitat | Generalitat                |
| Consejería                                           | Titular                      | Titular      | Partido | Partido | Inicio                                  | Fin                                     | Gobierno                | Presidente  | Presidente                 |
| ---------------------------------------------------- | ---------------------------- | ------------ | ------- | ------- | --------------------------------------- | --------------------------------------- | ----------------------- | ----------- | -------------------------- |
| Gobernación                                          | Joan Vidal i Gayolà          |              |         | CDC     | 8 de mayo de 1980                       | 24 de agosto de 1982                    | Pujol I                 |             | Jordi Pujol                |
| Gobernación                                          | Macià Alavedra               |              |         | CDC     | 24 de agosto de 1982                    | 9 de mayo de 1986                       | Pujol I                 |             | Jordi Pujol                |
| Gobernación                                          | Agustí Bassols               |              |         | UCD     | 9 de mayo de 1986                       | 4 de julio de 1988                      | Pujol II                |             | Jordi Pujol                |
| Gobernación                                          | Josep Gomis i Martí          |              |         | CDC     | 4 de julio de 1988                      | 22 de diciembre de 1992                 | Pujol III               |             | Jordi Pujol                |
| Gobernación                                          | Maria Eugènia Cuenca         |              |         | CDC     | 22 de diciembre de 1992                 | 1 de febrero de 1995                    | Pujol IV                |             | Jordi Pujol                |
| Gobernación                                          | Xavier Pomés i Abella        |              |         | CDC     | 1 de febrero de 1995                    | 4 de noviembre de 2002                  | Pujol V                 |             | Jordi Pujol                |
| Interior                                             | Xavier Pomés i Abella        | Pujol VI     |         | CDC     | 1 de febrero de 1995                    | 4 de noviembre de 2002                  |                         |             | Jordi Pujol                |
| Justicia e Interior                                  | Núria de Gispert             | Pujol VI     |         |         | UCD                                     | 4 de noviembre de 2002                  | 20 de diciembre de 2003 |             | Jordi Pujol                |
| Interior                                             | Montserrat Tura i Camafreita |              |         | PSC     | 20 de diciembre de 2003                 | 29 de noviembre de 2006                 | Maragall                |             | Pasqual Maragall           |
| Interior, Relaciones Institucionales y Participación | Joan Saura i Laporta         |              |         | ICV     | 29 de noviembre de 2006                 | 29 de noviembre de 2010                 | Montilla                |             | José Montilla              |
| Interior                                             | Felip Puig i Godes           |              |         | CDC     | 29 de noviembre de 2010                 | 24 de diciembre de 2012                 | Mas I                   |             | Artur Mas                  |
| Interior                                             | Ramon Espadaler Parcerisas   |              |         | UCD     | 24 de diciembre de 2012                 | 14 de enero de 2016                     | Mas II                  |             | Artur Mas                  |
| Interior                                             | Jordi Jané                   |              |         | JxSí    | 14 de enero de 2016                     | 14 de julio de 2017                     | Puigdemont              |             | Carles Puigdemont          |
| Interior                                             | Joaquim Forn                 |              |         | JxSí    | 14 de julio de 2017                     | 27 de octubre de 2017                   | Puigdemont              |             | Carles Puigdemont          |
| Interior                                             | Juan Ignacio Zoido Álvarez   |              |         | PP      | Aplicación del artículo 155 en Cataluña | Aplicación del artículo 155 en Cataluña | Rajoy II                |             | Soraya Sáenz de Santamaría |
| Interior                                             | Miquel Buch i Moya           |              |         | PDC     | 2 de junio de 2018                      | 3 de septiembre de 2020                 | Torra                   |             | Joaquim Torra i Pla        |
| Interior                                             | Miquel Sàmper Rodríguez      |              |         | JxC     | 3 de septiembre de 2020                 | 26 de mayo de 2021                      | Torra                   |             | Joaquim Torra i Pla        |
| Interior                                             | Miquel Sàmper Rodríguez      | Aragonès (e) |         | JxC     | 3 de septiembre de 2020                 | 26 de mayo de 2021                      | Pere Aragonès           |             |                            |
| Interior                                             | Joan Ignasi Elena            |              |         | ERC     | 26 de mayo de 2021                      | 10 de agosto de 2024                    | Pere Aragonès           | Aragonès    |                            |
| Interior                                             | Núria Parlon Gil             |              |         | PSC     | 10 de agosto de 2024                    | En el cargo                             | Illa                    |             | Salvador Illa              |